# Jörd

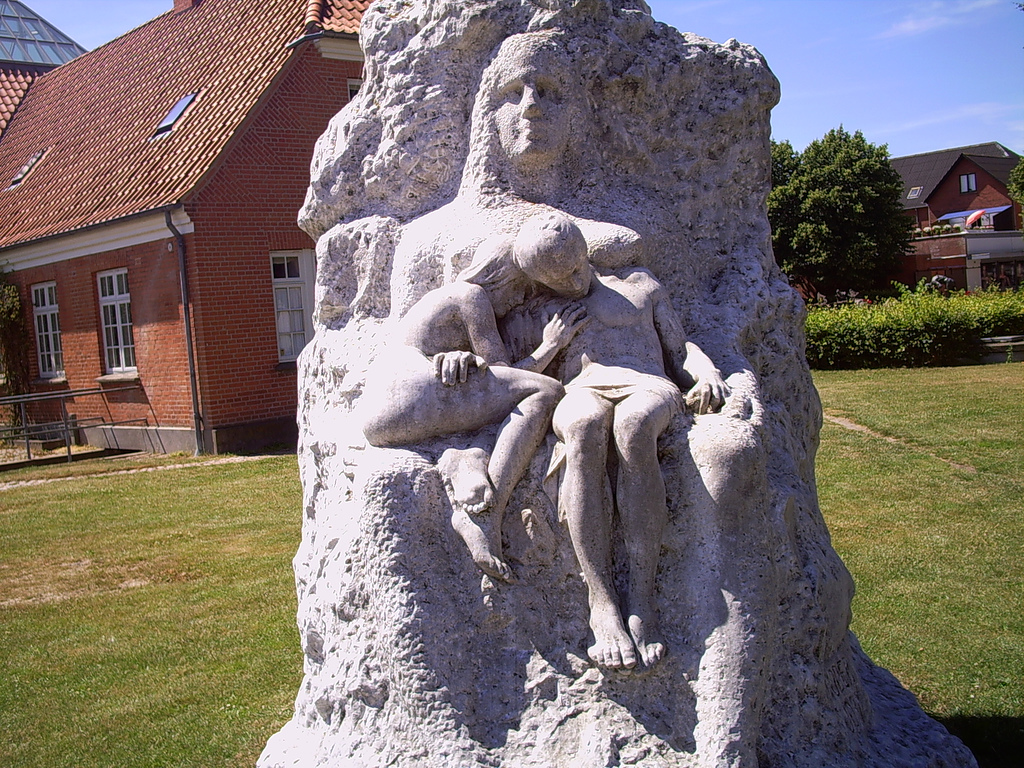

In de Noordse mythologie is Jörð (of Jarð in Oudnoords; Aarde, soms vernederlandst tot Jord) als godin de personificatie van de Aarde. Ze wordt vereenzelvigd met Fjörgyn en  Hlôdyn (Bellinger 1997:235).
Jörð is Odins dochter, en is tegelijk als echtgenote de moeder van Asathor (Gylfaginning 9). Fjörgyn, ook bekend als Hlôdyn "haard" (Völuspá 47), is de moeder van Thor bij Odin (Völuspá 48), en bij uitbreiding, Meili (Hárbarðsljóð 9). Ze is dochter van Annar en Nótt, en zuster van Auð en Dagr. Verder is zij in feite onbekend. 
Sommigen denken dat het gewoon om een alias voor Odins echtgenote Frigg gaat.
In de Skáldskaparmál wordt ze echter de rivale van Frigg, Rindr en Gunnlod genoemd.
In het Oudnoords is Jörð het gewone gebruikswoord voor aarde en dat geldt ook zo voor de afgeleide moderne Scandinavische talen (IJslands: jörð, Faeröers: jørð, Deens/Zweeds/Noors: jord).
Fjörgynn verschijnt als een mannelijke god, de vader van Frigg en een dondergod (Lokasenna). Fjörgyn/Fjörgynn is verwant met het  Oudgotische fairguni "berg", Angelsaksisch firgen "bergwoud", en de Baltisch-Slavische dondergod, Perkunos.